# Tegmentum (Gehirn)
Tegmentum (von lateinisch tegere bedecken, „Decke“, „Haube“) bezeichnet im Gehirn die Schicht im Bereich des Hirnstamms, die ventral an den inneren Liquorraum grenzt.
Das Tegmentum kann unterteilt werden in:
- Tegmentum myelencephali, Nachhirnhaube, siehe Medulla oblongata
- Tegmentum pontis, Brückenhaube, siehe Pons

Mundwärts setzt es sich fort in das 
- Tegmentum mesencephali, Mittelhirnhaube